# Pulp On Fire
Pulp On Fire es un álbum recopilatorio de la banda Pulp, lanzado por Snapper Music el 29 de noviembre de 1999. Esta compilación incluye las canciones lanzadas cronológicamente bajo el sello Fire, comenzando por el disco It, y los posteriores sencillos, Little Girl (With Blue Eyes), Dogs Are Everywhere, They Suffocate At Night y Master of the Universe

## Lista de canciones

### CD 1
1. My Lighthouse
2. Wishful Thinking
3. Joking Aside
4. Boats And Trains
5. Love Love
6. In Many Ways
7. Looking For Life
8. Little Girl (With Blue Eyes)
9. Simultaneous
10. Blue Glow

### CD 2
1. The Will To Power
2. Dogs Are Everywhere
3. The Mark Of The Devil
4. 97 Lovers
5. Aborigine
6. Goodnight
7. They Suffocate At Night
8. Tunnel
9. Master Of The Universe
10. Manon

## Fuente
- AcrylicAfternoons.com

- Datos: Q6092716